# Izak Slijepi
Izak Sagi Nahor (heb. ַבִּי יִצְחַק סַגִּי נְהוֹר), poznat i kao Izak Slijepi (1165. – Posquières 1235.), židovski rabin podrijetlom iz Languedoca. Bio je sin Abrahama ben Davida (Rabed). Dobio je epitet Sagi nahor u značenju "bogat svjetlošću". Središnja je figura prve langedoške kabale. Najvažniji njegov rad je komentar Sefer jecira.